# Referéndum constitucional de Somalilandia de 2001
Se llevó a cabo un referéndum constitucional en Somalilandia el 31 de mayo de 2001. El referéndum se llevó a cabo sobre un proyecto de constitución que afirmaba la independencia de Somalilandia de Somalia. El 99,9% de los votantes elegibles participó en el referéndum y el 97,1% de ellos votó a favor de la constitución.
La ratificación de la constitución confirmó la independencia de Somalilandia, fortaleció el poder ejecutivo y confirmó el Islam como la "fe nacional". [3] Más importante aún, respaldó elecciones multipartidistas en todos los niveles de gobierno a través del sufragio universal allanando el camino para un gobierno democrático. Sin embargo, el gobierno de Somalia se opuso al referéndum y no condujo a ningún reconocimiento internacional.

## Antecedentes
En mayo de 1991 tras la caída del dictador militar de Somalia, Siad Barre, el Movimiento Nacional Somalí declaró la independencia de Somalilandia. En 1993 se estableció una presidencia ejecutiva con una legislatura bicameral y Muhammad Haji Ibrahim Egal fue elegido presidente por un consejo de ancianos. En 1997, en una Conferencia de Comunidades de Somalilandia en Hargeisa, se adoptó una constitución que duraría 3 años hasta que pudiera realizarse un referéndum para que entrara en pleno vigor.
La constitución fue enmendada en 2000 y el referéndum se retrasó hasta 2001. Mientras tanto, los intentos de formar un gobierno nacional de Somalia y la formación del Gobierno Nacional de Transición de Somalia en mayo de 2000 alentaron a Somalilandia a celebrar un referéndum para tratar de mostrar el deseo de Somalilandia por la independencia.

## Referéndum
De hecho, el referéndum se convirtió en una votación sobre la independencia de Somalilandia debido a la inclusión en la constitución de una cláusula sobre la independencia de Somalilandia. El Parlamento de Somalilandia asignó más de $650.000 para financiar el referéndum, casi el 5% del presupuesto nacional total. Como no había censo ni listas de votantes, los ancianos de la comunidad decidían quién era elegible para votar. En agosto de 2002, el gobierno del presidente Egal distribuyó miles de copias de la constitución propuesta en Somalilandia.
El Gobierno Federal de Transición de Somalia se opuso al referéndum, lo calificó de ilegal y dijo que el gobierno de Somalilandia no tenía autoridad para separarse unilateralmente de Somalia. Al referéndum también se opusieron los líderes de la vecina región de Puntlandia. Ninguna organización internacional o país apoyó el referéndum.
Un equipo de diez observadores del Instituto Iniciativa y Referéndum observó el referéndum. Solo pudieron visitar 57 de los 600 colegios electorales y evitaron la región de Sool por completo debido a preocupaciones de seguridad. Esto se debió a que la región se consideraba la región "más volátil" de Somalilandia y tenía oposición a que se realizara el referéndum. Sin embargo, en esas estaciones registradas informaron que el referéndum fue abierto, justo, pacífico y cualquier fraude fue raro e insignificante.

## Resultados
| Elección                                      | Votos     | %     |
| --------------------------------------------- | --------- | ----- |
| Sí                                            | 1,148,940 | 97.1  |
| No                                            | 34,302    | 2.9   |
| Votos en blanco/nulos                         | 4,591     | –     |
| Total                                         | 1,187,833 | 100   |
| Votantes registrados                          | 1,188,746 |       |
| Participación                                 |           | 99.92 |
| Fuente: Base de datos de elecciones africanas |           |       |

## Consecuencias
El presidente de Somalilandia, Muhammad Haji Ibrahim Egal, describió el referéndum como el hecho de haber convertido a Somalilandia en una nación y haber puesto fin a cualquier cuestión de reunificación con Somalia. Sin embargo, a pesar del apoyo a la independencia demostrado en el referéndum, ninguna nación ha reconocido desde entonces la independencia de Somalilandia, debido a los temores sobre un número cada vez mayor de pequeños estados insostenibles y la oposición de la Unión Africana a la división de estados existentes.